# 涪江街道
涪江街道，是中华人民共和国四川省绵阳市游仙区下辖的一个乡镇级行政单位。

## 行政区划
涪江街道下辖以下地区：
剑南路东段社区、治平路社区、绵山路社区、韩家脊社区、开元路社区、开元中路社区和东材社区。